# Sân vận động Olympic
Sân vận động Olympic là tên thường gọi dành cho sân vận động chính của một kỳ Thế vận hội. Sân Olympic thường được sử dụng để tổ chức lễ khai mạc và lễ bế mạc. Nhiều, nhưng không phải tất cả, các địa điểm này có bao gồm từ Sân vận động Olympic trong tên của sân.
Sân vận động Olympic thường được sử dụng như một sân vận động đa năng nơi tổ chức các môn của Thế vận hội.
Tại Thế vận hội Mùa hè, các nội dung môn điền kinh thường được tổ chức tại Sân vận động Olympic. Ngoại lệ vào Thế vận hội Mùa hè 1900 và 2016 cũng như tại Thế vận hội trẻ Mùa hè 2010 và 2018.
Một số sân vận động đã được sử dụng tại hơn một Thế vận hội, ở những thành phố đã tổ chức Đại hội nhiều hơn một lần.
Lysgårdsbakkene là sân vận động chính của một kỳ Thế vận hội Mùa đông và một kỳ Thế vận hội trẻ (YOG) Mùa đông. Bergiselschanze là sân vận động chính của hai kỳ Thế vận hội Mùa đông và một kỳ YOG Mùa đông. Olympiahalle cũng có cùng số lần là sân vận động Olympic như Bergiselschanze trong hai kỳ Thế vận hội Mùa đông, nhưng chưa từng tổ chức YOG Mùa đông. Chỉ có một sân vận động, Los Angeles Memorial Coliseum, là sân vận động chính của hai kỳ Thế vận hội Mùa hè. Thêm đó ngoài kỳ Thế vận hội Mùa hè đầu tiên, Panathinaiko Stadio còn là nơi tổ chức kỳ Thế vận hội xen kẽ duy nhất (Incarlated Games). Vào năm 2022 Sân vận động Quốc gia Bắc Kinh cũng sẽ trở thành sân chính của hai kỳ thế vận hội, nhưng có một điểm đặc biệt: đó là sân duy nhất tổ chức cả Thế vận hội Mùa hè và Mùa đông.
Một vài điểm chú ý khác, Panathinaiko Stadio và Vélodrome de Vincennes, từng tổ chức các kỳ Thế vận hội liên tiếp. Thế vận hội Luân Đôn 2012 không tổ chức lễ khai mạc ở sân vận động xây lại Sân vận động Wembley, trên nền của Sân vận động Olympic 1948, mà tổ chức ở một sân mới tại Stratford. Wembley chỉ tổ chức một vài trận bóng đá của Olympic 2012. Tương tự, Melbourne Cricket Ground, sân vận động trung tâm của kỳ đại hội năm 1956, sau đó tổ chức trận khai mạc môn bóng đá của Olympic 2000. Sân vận động Olympic 1930 ở Lake Placid đã được sử dụng tại Thế vận hội Mùa đông 1980 là nơi diễn ra môn trượt băng tốc độ. Olympiahalle tổ chức trượt băng nghệ thuật và trượt băng tốc độ tại Thế vận hội trẻ Mùa đông 2012. Sân vận động Olympic Stockholm tổ chức nội dung cưỡi ngựa của Thế vận hội Mùa hè 1956 (mặc dù kỳ đại hội năm 1956 được diễn ra tại Melbourne, Úc, do sự kiểm dịch từ các nhà tổ chức địa phương, vì thế Stockholm, Thụy Điển được lựa chọn để tổ chức môn cưỡi ngựa 1956).

## Các sân vận động
| Hình                               | Thế vận hội | Mùa  | Sân vận động                                                                                             | Tên gốc                                                                                                  | Thành phố              | Quốc gia    | Mới/cũ                             | Sức chứa | Tồn tại?              |
| ---------------------------------- | ----------- | ---- | --- | --- | ---------------------- | ----------- | ---------------------------------- | -------- | --------------------- |
|                                    | 1896        | Hè   | Sân vận động Panathenaic                                                                                 | Παναθηναϊκό στάδιο                                                                                       | Athens                 | Hy Lạp      | Đã có                              | 80.000   | Có                    |
|                                    | 1900        | Hè   | Vincennes Velodrome (lễ)                                                                                 | Vélodrome de Vincennes                                                                                   | Paris                  | Pháp        | Đã có                              | 50.000   | Có                    |
|                                    | 1900        | Hè   | Sân vận động Croix-Catelan (các môn)                                                                     | Stade Criox-Catelab                                                                                      | Paris                  | Pháp        | Đã có                              |          | Không                 |
|                                    | 1904        | Hè   | Francis Field                                                                                            | Francis Field                                                                                            | St. Louis              | Hoa Kỳ      | Mới                                | 19.000   | Có                    |
|                                    | 1906        | Hè   | Sân vận động Panathenaic                                                                                 | Παναθηναϊκό στάδιο                                                                                       | Athens                 | Hy Lạp      | Đã có                              | 80.000   | Có                    |
|                                    | 1908        | Hè   | Sân vận động White City                                                                                  | White City Stadium                                                                                       | Luân Đôn               | Anh Quốc    | Mới                                | 68.000   | Không                 |
|                                    | 1912        | Hè   | Sân vận động Olympic                                                                                     | Stockholms Olympiastadion                                                                                | Stockholm              | Thụy Điển   | Mới                                | 20.000   | Có                    |
|                                    | 1920        | Hè   | Sân vận động Olympic                                                                                     | Olympisch Stadion                                                                                        | Antwerp                | Bỉ          | Mới                                | 12.771   | Có                    |
|                                    | 1924        | Đông | Sân vận động Olympic                                                                                     | Stade Olympique de Chamonix                                                                              | Chamonix               | Pháp        | Mới                                | 45.000   | Có                    |
|                                    | 1924        | Hè   | Sân vận động Olympic                                                                                     | Stade Olympique Yves-du-Manoir                                                                           | Paris                  | Pháp        | Đã có                              | 45.000   | Có                    |
|                                    | 1928        | Đông | St. Moritz Olympic Ice Rink                                                                              | Badrutts Park                                                                                            | St. Moritz             | Thụy Sĩ     | Mới                                | 4.000    | Có                    |
|                                    | 1928        | Hè   | Sân vận động Olympic                                                                                     | Olympisch Stadion                                                                                        | Amsterdam              | Hà Lan      | Đã có, sửa chữa                    | 31.600   | Có                    |
|                                    | 1932        | Đông | Lake Placid Speedskating Oval                                                                            | Lake Placid Speedskating Oval                                                                            | Lake Placid            | Hoa Kỳ      | Mới                                | 7.500    | Có                    |
|                                    | 1932        | Hè   | Los Angeles Memorial Coliseum                                                                            | Los Angeles Memorial Coliseum                                                                            | Los Angeles            | Hoa Kỳ      | Đã có/ mở rộng                     | 101.574  | Có                    |
|                                    | 1936        | Đông | Große Olympiaschanze                                                                                     | Große Olympiaschanze                                                                                     | Garmisch-Partenkirchen | Đức         | Đã có                              | 40.000   | Có                    |
|                                    | 1936        | Hè   | Sân vận động Olympic                                                                                     | Olympiastadion                                                                                           | Berlin                 | Đức         | Mới                                | 110.000  | Có                    |
|                                    | 1948        | Đông | St. Moritz Olympic Ice Rink                                                                              | Badrutts Park                                                                                            | St. Moritz             | Thụy Sĩ     | Đã có                              |          | Có                    |
|                                    | 1948        | Hè   | Sân vận động Wembley                                                                                     | Wembley Stadium                                                                                          | Luân Đôn               | Anh Quốc    | Đã có                              | 82.000   | Không (thay thế)      |
|                                    | 1952        | Đông | Bislett Stadion                                                                                          | Bislett Stadion                                                                                          | Oslo                   | Na Uy       | Đã có                              | 20.000   | Có                    |
|                                    | 1952        | Hè   | Sân vận động Olympic                                                                                     | Olympiastadion                                                                                           | Helsinki               | Phần Lan    | Đã có                              | 70.000   | Có                    |
|                                    | 1956        | Đông | Stadio Olimpico Del Ghiaccio                                                                             | Stadio Olimpico Del Ghiaccio                                                                             | Cortina d'Ampezzo      | Ý           | Đã có, sửa chữa                    | 12.000   | Có                    |
|                                    | 1956        | Hè   | Melbourne Cricket Ground                                                                                 | Melbourne Cricket Ground                                                                                 | Melbourne              | Úc          | Đã có                              | 100.000  | Có                    |
|                                    | 1960        | Đông | Blyth Arena                                                                                              | Blyth Arena                                                                                              | Squaw Valley           | Hoa Kỳ      | Mới                                | 8.500    | Không                 |
|                                    | 1960        | Đông | Squaw Valley Olympic Skating Rink                                                                        | Squaw Valley Olympic Skating Rink                                                                        | Squaw Valley           | Hoa Kỳ      | Mới                                |          | Không                 |
|                                    | 1960        | Hè   | Stadio Olimpico                                                                                          | Stadio Olimpico                                                                                          | Roma                   | Ý           | Đã có                              | 90.000   | Có                    |
|                                    | 1964        | Đông | Bergiselschanze (lễ khai mạc)                                                                            | Bergiselschanze (lễ khai mạc)                                                                            | Innsbruck              | Áo          | Đã có                              | 26.000   | Có                    |
|                                    | 1964        | Đông | Olympiahalle (lễ bế mạc)                                                                                 | Olympiahalle (lễ bế mạc)                                                                                 | Innsbruck              | Áo          | Mới                                | 10.836   | Có                    |
|                                    | 1964        | Hè   | Sân vận động Olympic                                                                                     | 国立霞ヶ丘陸上競技場                                                                                     | Tokyo                  | Nhật Bản    | Đã có                              | 71.556   | Không (đang thay thế) |
|                                    | 1968        | Đông | Sân vận động Olympic (lễ khai mạc)                                                                       | Stade olympique                                                                                          | Grenoble               | Pháp        | Tạm thời                           | 60.000   | Không                 |
|                                    | 1968        | Đông | Le Stade de Glace (lễ bế mạc)                                                                            | Le Stade de Glace (lễ bế mạc)                                                                            | Grenoble               | Pháp        | Mới                                | 12.000   | Có                    |
|                                    | 1968        | Hè   | Estadio Olímpico Universitario                                                                           | Estadio Olímpico Universitario                                                                           | Thành phố Mexico       | Mexico      | Đã có                              | 83.700   | Có                    |
|                                    | 1972        | Đông | Sân vận động Makomanai Open (lễ khai mạc)                                                                | 真駒内屋外競技場                                                                                         | Sapporo                | Nhật Bản    | Mới                                | 30.000   | Có                    |
|                                    | 1972        | Đông | Makomanai Ice Arena (lễ bế mạc)                                                                          | 真駒内屋内競技                                                                                           | Sapporo                | Nhật Bản    | Mới                                | 11.500   | Có                    |
|                                    | 1972        | Hè   | Olympiastadion                                                                                           | Olympiastadion                                                                                           | München                | Tây Đức     | Mới                                | 80.000   | Có                    |
|                                    | 1976        | Đông | Bergiselschanze (lễ khai mạc)                                                                            | Bergiselschanze (lễ khai mạc)                                                                            | Innsbruck              | Áo          | Đã có                              | 26.000   | Có                    |
|                                    | 1976        | Đông | Olympiahalle (lễ bế mạc)                                                                                 | Olympiahalle (lễ bế mạc)                                                                                 | Innsbruck              | Áo          | Đã có                              | 10.836   | Có                    |
|                                    | 1976        | Hè   | Sân vận động Olympic                                                                                     | Stade olympique                                                                                          | Montréal               | Canada      | Mới                                | 70.000   | Có                    |
|                                    | 1980        | Đông | Lake Placid Equestrian Stadium (lễ khai mạc)                                                             | Lake Placid Equestrian Stadium                                                                           | Lake Placid            | Hoa Kỳ      | Sân tạm thời trên nền sân đua ngựa | 30.000   | Không                 |
|                                    | 1980        | Đông | Olympic Center Arena (lễ bế mạc)                                                                         | Olympic Center Arena                                                                                     | Lake Placid            | Hoa Kỳ      | Mới                                | 10.000   | Có                    |
|                                    | 1980        | Hè   | Grand Arena of the Central Lenin Stadium                                                                 | Гранд Арена Центрального стадиона имени Ленина                                                           | Moskva                 | Liên Xô     | Đã có                              | 103.000  | Có                    |
|                                    | 1984        | Đông | Sân vận động Olympic (lễ khai mạc)                                                                       | Olimpijski stadion                                                                                       | Sarajevo               | Nam Tư      | Đã có                              | 50.000   | Có                    |
|                                    | 1984        | Đông | Zetra Olympic Hall (lễ bế mạc)                                                                           | Olimpijska dvorana Zetra                                                                                 | Sarajevo               | Nam Tư      | Mới                                | 12.000   | Có                    |
|                                    | 1984        | Hè   | Los Angeles Memorial Coliseum                                                                            | Los Angeles Memorial Coliseum                                                                            | Los Angeles            | Hoa Kỳ      | Đã có                              | 92.516   | Có                    |
|                                    | 1988        | Đông | Sân vận động McMahon                                                                                     | McMahon Stadium                                                                                          | Calgary                | Canada      | Đã có, sửa chữa                    | 38.205   | Có                    |
|                                    | 1988        | Hè   | Sân vận động Olympic                                                                                     | 올림픽주경기장                                                                                           | Seoul                  | Hàn Quốc    | Đã có                              | 100.000  | Có                    |
|                                    | 1992        | Đông | Theatre of Ceremonies                                                                                    | Théâtre des Cérémonies                                                                                   | Albertville            | Pháp        | Tạm thời                           | 35.000   | Không                 |
|                                    | 1992        | Hè   | Sân vận động Olympic                                                                                     | Estadi Olímpic de Montjuïc Estadio Olímpico de Montjuïc                                                  | Barcelona              | Tây Ban Nha | Đã có                              | 60.000   | Có                    |
|                                    | 1994        | Đông | Lysgårdsbakkene Ski Jumping Arena                                                                        | Lysgårdsbakkene hoppanlegg                                                                               | Lillehammer            | Na Uy       | Mới                                | 35.000   | Có                    |
|                                    | 1996        | Hè   | Centennial Olympic Stadium                                                                               | Centennial Olympic Stadium                                                                               | Atlanta                | Hoa Kỳ      | Mới                                | 85.000   | Có                    |
|                                    | 1998        | Đông | Sân vận động Olympic Nagano                                                                              | 長野オリンピックスタジアム                                                                               | Nagano                 | Nhật Bản    | Mới                                | 30.000   | Có                    |
|                                    | 2000        | Hè   | Sân vận động Australia                                                                                   | Stadium Australia                                                                                        | Sydney                 | Úc          | Mới                                | 114.714  | Có                    |
|                                    | 2002        | Đông | Sân vận động Olympic Rice-Eccles                                                                         | Rice-Eccles Olympic Stadium                                                                              | Thành phố Salt Lake    | Hoa Kỳ      | Đã có, thay thế                    | 45,017   | Có                    |
|                                    | 2004        | Hè   | Sân vận động Olympic                                                                                     | Ολυμπιακό Κεντρικό Στάδιο Αθήνας "Σπύρος Λούης"                                                          | Athens                 | Hy Lạp      | Đã có, sửa chữa                    | 71,030   | Có                    |
|                                    | 2006        | Đông | Stadio Olimpico di Torino                                                                                | Stadio Olimpico di Torino                                                                                | Torino                 | Ý           | Đã có                              | 28.000   | Có                    |
|                                    | 2008        | Hè   | Sân vận động Quốc gia Bắc Kinh                                                                           | 国家体育场                                                                                               | Bắc Kinh               | Trung Quốc  | Mới                                | 91.000   | Có                    |
|                                    | 2010        | Đông | Sân vận động BC Place                                                                                    | BC Place Stadium                                                                                         | Vancouver              | Canada      | Đã có, sửa chữa                    | 54.500   | Có                    |
|                                    | Trẻ 2010    | Hè   | The Float@Marina Bay                                                                                     | Pentas Terapung Teluk Marina                                                                             | Singapore              | Singapore   | Đã có                              | 30.000   | Có                    |
|                                    | Trẻ 2012    | Đông | Bergiselschanze                                                                                          | Bergiselschanze                                                                                          | Innsbruck              | Áo          | Đã có                              | 26.000   | Có                    |
|                                    | 2012        | Hè   | Sân vận động Olympic                                                                                     | Olympic Stadium                                                                                          | Luân Đôn               | Anh Quốc    | Mới                                | 80.000   | Có                    |
|                                    | 2014        | Đông | Sân vận động Olympic Fisht                                                                               | Олимпийский стадион                                                                                      | Sochi                  | Nga         | Mới                                | 40.000   | Có                    |
|                                    | Trẻ 2014    | Hè   | Sân vận động Olympic                                                                                     | 南京奥林匹克体育中心                                                                                     | Nam Kinh               | Trung Quốc  | Đã có                              | 61.443   | Có                    |
|                                    | Trẻ 2016    | Đông | Lysgårdsbakkene Ski Jumping Arena (lễ khai mạc)                                                          | Lysgårdsbakkene hoppanlegg                                                                               | Lillehammer            | Na Uy       | Đã có                              | 35.000   | Có                    |
|                                    | Trẻ 2016    | Đông | Håkons Hall (lễ bế mạc)                                                                                  | Håkons Hall (lễ bế mạc)                                                                                  | Lillehammer            | Na Uy       | Đã có                              | 11.500   | Có                    |
|                                    | 2016        | Hè   | Sân vận động Maracanã (lễ bế mạc và bế mạc,bóng đá)                                                      | Estádio do Maracanã                                                                                      | Rio de Janeiro         | Brasil      | Đã có                              | 78.600   | Có                    |
|                                    | 2016        | Hè   | Sân vận động Olympic João Havelange (athletics and football)                                             | Estádio Olímpico João Havelange                                                                          | Rio de Janeiro         | Brasil      | Đã có/ mở rộng                     | 60.000   | Có                    |
|                                    |             |      | | |                        |             |                                    |          |                       |
|                                    | 2018        | Đông | Sân vận động Olympic Pyeongchang                                                                         | 횡계 올림픽 파크                                                                                         | Pyeongchang            | Hàn Quốc    | Tạm thời                           | 50.000   | Chưa xây              |
| Tập tin:9 de julio - panoramio.jpg | Trẻ 2018    | Hè   | Sân vận động River Plate                                                                                 | Estadio Mounumental                                                                                      | Buenos Aires           | Argentina   | Đã có                              | 61.321   | Có                    |
|                                    | Trẻ 2018    | Hè   | Sân vận động River Plate                                                                                 | Estadio Mounumental                                                                                      | Buenos Aires           | Argentina   | Đã có                              | 61.321   | Có                    |
|                                    | Trẻ 2020    | Đông | Stade Pierre de Coubertin                                                                                | Stade Pierre de Coubertin                                                                                | Lausanne               | Thụy Sĩ     | Đã có                              | 12.000   | Có                    |
|                                    | 2020        | Hè   | Sân vận động Quốc gia Nhật Bản                                                                           | 国立競技場 (tên tạm thời)                                                                                | Tokyo                  | Nhật Bản    | Đã có, thay thế                    | 68.000   | Có                    |
|                                    | 2022        | Đông | Sân vận động Quốc gia Bắc Kinh                                                                           | 国家体育场                                                                                               | Bắc Kinh               | Trung Quốc  | Đã có                              | 80.000   | Có                    |
|                                    | 2024        | Hè   | Stade de France                                                                                          | Stade de France                                                                                          | Paris                  | Pháp        | Đã có                              | 78.338   | Có                    |
|                                    | 2024        | Hè   | Stade de France                                                                                          | Stade de France                                                                                          | Paris                  | Pháp        | Đã có                              | 78.338   | Có                    |
|                                    | 2024        | Hè   | Stade de France                                                                                          | Stade de France                                                                                          | Paris                  | Pháp        | Đã có                              | 78.338   | Có                    |
|                                    | Trẻ 2024    | Đông | Sân vận động trượt tuyết nhảy xa Alpensia (lễ khai mạc)                                                  | SCJ 올림픽 스타디움                                                                                      | Gangwon                | Hàn Quốc    | Đã có, thay thế                    | 8.500    | Có                    |
|                                    | Trẻ 2024    | Đông | Sân vận động Olympic SCJ (lễ bế mạc)                                                                     | Mới | Gangwon                | Hàn Quốc    |                                    |          |                       |
|                                    | 2026        | Đông | San Siro (lễ khai mạc)                                                                                   | San Siro (lễ khai mạc)                                                                                   | Milan                  | Ý           | Đã có                              | 80.000   | Có                    |
|                                    | 2026        | Đông | Verona Arena (lễ bế mạc)                                                                                 | Verona Arena (lễ bế mạc)                                                                                 | Verona                 | Ý           | Đã có                              | 15.000   | Có                    |
|                                    | Trẻ 2026    | Hè   | Sân vận động Olympic Diamniadio                                                                          | Stade olympique de Diamniadio                                                                            | Dakar                  | Sénégal     | Mới                                | 50.000   | Có                    |
|                                    | 2028        | Hè   | Đấu trường Tưởng niệm Los Angeles (lễ khai mạc chính thức và lễ bế mạc văn hóa, điền kinh)               | Đấu trường Tưởng niệm Los Angeles (lễ khai mạc chính thức và lễ bế mạc văn hóa, điền kinh)               | Los Angeles            | Hoa Kỳ      | Đã có/Đang trong quá trình cải tạo | 70.516   | Có                    |
|                                    | 2028        | Hè   | Sân vận động SoFi[†] (lễ khai mạc văn hóa và lễ bế mạc chính thức, có thể triển lãm thể thao và bóng đá) | Sân vận động SoFi[†] (lễ khai mạc văn hóa và lễ bế mạc chính thức, có thể triển lãm thể thao và bóng đá) | Inglewood, California  | Hoa Kỳ      | Đã có                              | 100.000  | Có                    |
|                                    | 2032        | Hè   | Brisbane Cricket Ground                                                                                  | Brisbane Cricket Ground                                                                                  | Brisbane               | Úc          | Đã có                              | 50.000   | Có                    |

## Các sự kiện chính khác tổ chức trên sân Olympic
| Địa điểm thi đấu                        | Thành phố      | Sự kiện |
| --------------------------------------- | -------------- | --- |
| Sân vận động Olympic                    | Amsterdam      | Giải vô địch điền kinh châu Âu 2016 |
| Sân vận động Panathenaic                | Athens         | FIBA European Cup Winner's Cup 1967–68 |
| Olympiako Stadio Athinas 'Spyros Louis' | Athens         | Chung kết C1 châu Âu 1983, 1994 và 2007, Giải vô địch điền kinh thế giới 1997, WRC Acropolis Rally SuperSpecial Stage 2005 và 2006, IAAF World Cup 2006 |
| Centennial Olympic Stadium              | Atlanta        | World Series 1999 và MLB All-Star Game 2000 (với tên gọi Turner Field) |
| Sân vận động Quốc gia Bắc Kinh          | Bắc Kinh       | cuộc đua vô địch 2009,Giải vô địch điền kinh thế giới 2015,League of legends 2017 |
| Sân vận động Olympic                    | Berlin         | FIFA World Cup 1974,IPC Athletics world championship 1994,IAFF Gold league hàng năm (1998-2009),FIFA World cup 2006,giải điền kinh vô địch thế giới 2009,FIFA Women's world cup 2011,chung kết uefa champions League 2015,giải vô địch điền kinh châu âu 2018,Uefa euro 2024,Chung kết cúp quốc gia đức hàng năm. |
| Sân vận động Olympic                    | Helsinki       | Giải vô địch điền kinh thế giới 1983 và 2005; Giải vô địch điền kinh châu Âu 1971, 1994 và 2012 |
| Sân vận động Olympic                    | Luân Đôn       | cuộc đua vô địch 2015,Rugby World Cup 2015, IPC Athletics World Championships 2017,Giải vô địch điền kinh thế giới 2017,Giải điền kinh world cup 2018,Criket world cup 2019,Rugby League world cup 2021 |
| Sân vận động Wembley                    | Luân Đôn       | SVĐ Ban đầu:chung kết UEFA Champions League 1963,1968,1971,1978 và 1992,FIFA World Cup 1966,Rugby League world cup 1989-1992,WWFSlam mùa hè 1992,Rugby league World Cup 1995,UEFA Euro 1996,chung kết Fa Cup hàng năm,cúp liên đoàn anh, NFL Series thế giới và siêu cúp anh SVĐ Hiện tại:Cuộc đua vô địch 2007 và 2008,chung kết uefa champions league 2011 và 2013,Rugby League world cup 2013,Giải bóng bầu dục thế giới 2015,UEFA Euro 2020,rugby league world cup 2021 chung kết Fa Cup Hàng năm,NFL Series thế giới,Cúp liên đoàn anh và siêu cúp anh. |
| Sân vận động White City                 | Luân Đôn       | British Empire Games 1934 |
| Los Angeles Memorial Coliseum           | Los Angeles    | Super Bowl I (1967), Super Bowl VII (1973), World Series 1959, và trận đấu thứ hai MLB All-Star Game 195 |
| Sân Vận Động SoFI                       | Los Angeles    | Super Bowl LVI (2022),College football playoff National Championship 2023,LA Bowl hàng năm (từ năm 2021),FIFA World Championship 2025. |
| Melbourne Cricket Ground                | Melbourne      | Chung kết Cricket World Cup 1992, Commonwealth Games 2006, AFL Grand Final thường niên |
| Brisbane Cricket Ground                 | Brisbane       | AFL Grand Final 2020. |
| Estadio Olímpico Universitario          | Mexico City    | Đại hội thể thao Liên châu Mỹ 1955 |
| Sân vận động Olympic                    | Montréal       | 1979 IAAF World cup,MLB All-Star Game 1982; các trận Grey Cup; 10 trận tại Giải vô địch bóng đá nữ U-20 thế giới 2014, bao gồm chung kết; chín trận tại FIFA Women's World Cup 2015 |
| Sân vận động Luzhniki                   | Moskva         | Giải vô địch điền kinh thế giới 2013, Chung kết UEFA Champions League 2008, Chung kết World Cup 2018 |
| Sân vận động Olympic                    | München        | Chung kết FIFA World Cup 1974, Chung kết Cúp C1 châu Âu 1979, Chung kết UEFA Euro 1988, Chung kết UEFA Champions League 1993, 1997 và Giải vô địch điền kinh châu Âu 2002 |
| Bislett Stadion                         | Oslo           | Giải vô địch điền kinh châu Âu 1946 |
| Lysgårdsbakken                          | Lillehammer    | FIS Ski Jumping World Cup và FIS Nordic Combined World Cup |
| Vélodrome de Vincennes                  | Paris          | Vòng cuối Tour de France 1968, 1969, 1970, 1971, 1972, 1973 và 1974 |
| Stade Olympique de Colombes             | Paris          | Chung kết FIFA World Cup 1938 |
| Stade de France                         | Paris          | chung kết FIFA World Cup 1998,chung kết Rugby World Cup 2003,chung kết UEFA Champions League 2000,Chung kết cúp liên đoàn châu lục 2003,giải điền kinh vô địch thế giới 2003,chung kết UEFA Champions League 2006,Chung kết Rugby World Cup 2007,Chung kết Uefa Euro 2016,chung kết cúp quốc gia pháp hàng năm,chung kết French Division Cup hàng năm,Top 14 Giải vô địch kim cương hàng năm |
| Sân vận động Maracanã                   | Rio de Janeiro | Chung kết FIFA World Cup 1950, Chung kết FIFA Club World Championship 2000, Lễ khai mạc và bế mạc Đại hội thể thao Liên châu Mỹ 2007, Chung kết FIFA Confederations Cup 2013,Chung kết FIFA World Cup 2014 và Copa america 2019. |
| Sân vận động Olimpico                   | Roma           | UEFA Euro 1968,1980 và 2020,giải điền kinh vô địch châu âu 1974,đại hội thể thao sinh viên thế giới 1975,chung kết uefa champions league 1977 và 1984,IAFF World cup 1981,giải điền kinh vô địch thế giới 1987,FIFA World cup 1990,chung kết uefa champions league 1996 và 2009, IAAF Gold Legaue hàng năm (1998-2009), Dinamond League hàng năm. |
| Sân vận động Olympic                    | Seoul          | Đại hội thể thao châu Á 1986, Chung kết EAFF East Asian Cup 2013,lễ khai mạc và bế mạc hội khỏe phù đổng châu Á 2016. |
| Sân vận động Olympic Fisht              | Sochi          | FIFA World Cup 2018,FIFA Confederations Cup 2017. |
| Sân vận động Olympic Stockholm          | Stockholm      | Giải vô địch điền kinh châu Âu 1958; Speedway Grand Prix of Sweden 2001, 2002 và 2004,Giải vô địch kim cương hàng năm,ĐHTT Cảnh sát 1999 |
| Sân vận động Australia                  | Sydney         | Chung kết Rugby World Cup 2003, NRL Grand Final thường niên và Chung kết AFC Asian Cup 2015 |
| Sân vận động Olympic                    | Tokyo          | SVĐ Ban đầu:đại hội thể thao châu á 1958,Đại hội thể thao Sinh viên thế giới 1967,giải vô địch điền kinh năm 1991,Intercontenental cup 2005,2006,2007 và FIFA Club world cup 2008,Fifa U20 women's world cup 2012,Chung kết Emperor's cup hàng năm SVĐ Hiện tại:Chung kết Emperor's cup hàng năm. |
| Stadio Olimpico di Torino               | Torino         | Giải vô địch điền kinh châu Âu 1934,FIFA World cup 1934,1959 và 1970 đại hội thể thao sinh viên thế giới. |
| BC Place                                | Vancouver      | chín lần Grey Cup;FIFA Women's World Cup 2015,Đại hội thể thao cảnh sát 1989,ĐHTT Gay 1990,CFL-All star Games 1983. |
| SVĐ Makomanai opem                      | sapporo        | ĐHTT SVTG 1991 |
| SVĐ SCJ OLYMPIC                         | Gangwon        | SCJ Cup hàng năm. |